# Хексадецимални едитор
Хексадецимални едитор је врста програма која кориснику омогућава да манипулише фајловима у хексадецималном формату тј. да их у том формату чита и уређује. Многи данашњи текст едитори омогућавају овај мод обраде текста.